# Uretra prostática

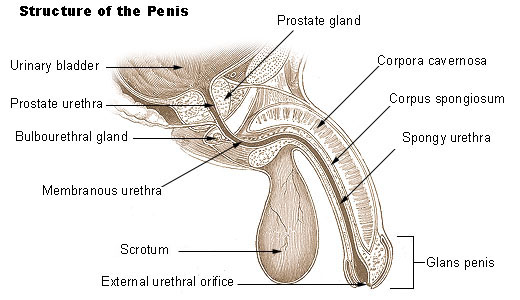

A uretra prostática ou a parte prostática da uretra é uma parte da uretra masculina que passa por dentro da próstata. É contínua com a uretra pré-prostática e se torna a parte membranácea da uretra ao ser totalmente envolvida pelo músculo esfíncter externo da uretra. Com cerca de 4 cm de comprimento, é a parte mais larga e dilatável da uretra. Possui uma região onde se abre a maioria dos dúctulos prostáticos.
Um aumento da próstata, como por Hiperplasia prostática benigna, pode deformar essa porção da uretra e impedir a micção. Quanto maior o esforço para urinar, maior é a oclusão da uretra.